# 小山慶太
小山 慶太（こやま けいた、1948年1月7日 - ）は、日本の物理学者（物性物理学・固体物理学）、理学博士（早稲田大学）。早稲田大学名誉教授。

## 人物
神奈川県出身。物性領域の物理学者で、現在の専門は物理学史。 
おもに天文学・物理学の成立期から、19世紀末の古典物理学の完成期を経て、20世紀の現代物理学に至る、物理学の軌跡を中心とした自然科学の展開、また、これら自然科学の革新を担い次代の扉を開いていった科学者たちを題材に多数の書物を著している。 
また、NHK教育テレビ 「NHK高校講座 ―『物理』」講師として、「運動の科学史」の放送回 を担当した。

## 研究
裳華房(しょうかぼう)の理工系大学生向けの物理学の教科書：『裳華房フィジックスライブラリー』シリーズにおいて、「物理学史」の巻の執筆を担当するほか、自然科学の道を志す高校生をおもな対象とする『講談社ブルーバックス』、さらに読書階層向けの書籍まで幅広い執筆活動を行う。
早稲田南町で晩年を過ごした明治の文豪・夏目漱石が抱いていた物理学への強い興味や「自然科学の方法論」への密かな憧れ、漱石の弟子で文理の才に恵まれた物理学者・寺田寅彦、歴史に名を刻んだ科学者たちの「人間的営み」と「科学史上の発見」といった、「文科」と「理科」の交差する場面を題材に、数多くの書物を著していることで知られる。
東京大学や慶應義塾大学の英語入試問題として利用されるなど、日本人にも馴染みのある、SF作家で、生化学者（ボストン大学教授）であったアイザック・アシモフ（en:Isaac Asimov）が著した「アイザック・アシモフの科学と発見の年表」の翻訳を、同僚である輪湖博・社会科学総合学術院教授（専門：生物物理学・バイオインフォマティクス）と手掛けた。
学部長職を経て、早稲田大学オープン教育センターの設立に尽力し、その所長（初代）に就任。以後、6年余りにわたってその任を務め、この間には、文部科学省の特色ある大学教育支援プログラムの採択も得た。 二代目の所長を、同じく早稲田大学理工学部・理工学研究科出身、土方正夫・社会科学総合学術院教授（専門：経営工学・社会工学）に引継ぎ、さらなる拡充を経て現在の姿に至っている。

### 関係者
大槻義彦・早稲田大学名誉教授は、理工学部勤務時代の同僚（共同研究者・先輩）にあたり、旧知の間柄。こうした関係から、著作の中で「大槻研究室」から提供された素材が使われることがある。

## メディア出演
- 「NHKクローズアップ現代」 ― 『栄光と権威は保てるか ～ノーベル賞１００年～』　スタジオゲスト　2001年12月12日放送。[5]
- 「NHK高校講座 『物理』」　第23回 「運動の科学史」 講師。[2]
- NHKラジオ第二放送　「歴史再発見 ― 『科学の歴史を旅してみよう ～コペルニクスから現代まで』」　（計12回シリーズ）　講師、2012年4月～6月放送。[1]

## 経歴
- 1971年 早稲田大学理工学部応用物理学科卒業
- 1976年 早稲田大学大学院理工学研究科博士課程修了。早稲田大学理工学部物理学科助手
- 1981年 早稲田大学社会科学部専任講師
- 1983年 早稲田大学社会科学部助教授
- 1988年 早稲田大学社会科学部教授
- 1994年 早稲田大学大学院社会科学研究科教授
- 1996年9月　- 1998年9月 早稲田大学社会科学部学部長
- 2000年12月 - 2006年9月 早稲田大学オープン教育センター所長 （初代）
- 2002年11月 - 2006年11月 早稲田大学理事
- 2018年　定年退任、名誉教授。

## 著書
- 『物理学の広場 ― 時間の話・空間の話』丸善 1984
- 『科学の思想と歩み』学術図書出版社 1985
- 『科学歳時記』丸善 1985
- 『ノーベル賞で語る20世紀物理学 ― 極微の世界から宇宙まで』講談社ブルーバックス　1987
- 『ニュートンの秘密の箱 ― ドラマティック・サイエンスへの誘い』丸善 1988
- 『光で語る現代物理学 ― 光速cの謎を追う』講談社ブルーバックス　1989
- 『科学者はなぜ一番のりをめざすか ― 情熱、栄誉、失意の人間ドラマ』講談社ブルーバックス　1990
- 『漱石が見た物理学 ― 首縊りの力学から相対性理論まで』中公新書 1991 ISBN 4121010531
- 『異貌の科学者』丸善ライブラリー 1991
- 『書斎のワンダーランド』丸善ライブラリー 1992
- 『科学タイムトラベル』丸善ライブラリー 1993
- 『ファラデーが生きたイギリス』日本評論社 1993 
  - 『ファラデー』講談社学術文庫 1999
- 『神さまはサイコロ遊びをしたか ― 「宇宙の法則」に挑んだ人々』文藝春秋 1993/講談社学術文庫 1997
- 『永久機関で語る現代物理学』筑摩書房（ちくまプリマーブックス）1994
- 『ケンブリッジの天才科学者たち』新潮選書 1995
  - 『若き物理学徒たちのケンブリッジ ノーベル賞29人奇跡の研究所の物語』新潮文庫 2013
- 『漱石とあたたかな科学 ― 文豪のサイエンス・アイ』文藝春秋 1995/講談社学術文庫 1998
- 『道楽科学者列伝 ― 近代西欧科学の原風景』中公新書 1997
- 『肖像画の中の科学者』文春新書 1999
- 『知的熟年ライフの作り方』講談社現代新書 2000
- 『科学史年表』中公新書 2003
- 『物理学史』裳華房 2008
- 『星はまたたき物語は始まる ― 科学と文学の出逢い』春秋社 2009
- 『犬と人のいる文学誌』中公新書 2009
- 『ノーベル賞でたどるアインシュタインの贈物』NHKブックス　2011
- 『寺田寅彦 ― 漱石、レイリー卿と和魂洋才の物理学』中公新書 2012
- 『科学の歴史を旅してみよう ― コペルニクスから現代まで』NHK出版 2012
- 『エネルギーの科学史』河出書房新社、2012
- 『科学史人物事典 ― 150のエピソードが語る天才たち』中公新書、2013
- 『ノーベル賞でたどる物理の歴史』丸善出版  2013
- 『科学歳時記一日一話』河出ブックス 2013
- 『入門現代物理学 素粒子から宇宙までの不思議に挑む』中公新書 2014
- 『光と重力ニュートンとアインシュタインが考えたこと 一般相対性理論とは何か』講談社ブルーバックス 2015
- 『光と電磁気ファラデーとマクスウェルが考えたこと　電場とは何か？磁場とは何か？』講談社ブルーバックス 2016
- 『ノーベル賞でつかむ現代科学』岩波ジュニア新書 2016
- 『漱石先生の手紙が教えてくれたこと』岩波ジュニア新書 2017
- 『〈どんでん返し〉の科学史 蘇る錬金術、天動説、自然発生説』中公新書 2018
- 『35の名著でたどる科学史 科学者はいかに世界を綴ったか』丸善出版, 2019
- 『高校世界史でわかる科学史の核心』NHK出版新書 2020.1

### 共著
- 『物理の世界』大槻義彦共著 開成出版 1982
- 『マンガおはなし物理学史 物理学400年の流れを概観する』原作/佐々木ケン漫画  講談社ブルーバックス 2015
- 『漱石と「學鐙」』編著 丸善出版 2017

### 翻訳
- W.メヒトレ『身近な物理学 ― くらしのなかの物理から』講談社　1978.4
- M.オッテ他『身近な数学 ― 数学って何だ』講談社　1978
- Sir H.マッセイ『原子・分子の衝突』共立出版　1981
- 『アイザック・アシモフの科学と発見の年表』輪湖博共訳　丸善　1992
- 『図説 アインシュタイン大全 世紀の天才の思想と人生』アンドルー・ロビンソン編著　監訳者 (寺町朋子訳)東洋書林　2011